# Рождество Христово (Пирот)
„Рождество Христово“ (на сръбски: Црква рођења Христовог) е възрожденска православна църква в град Пирот, Сърбия. Част е от Нишката епархия на Сръбската православна църква.

## История
Църквата е дело на видния български дебърски майстор строител Андрей Дамянов и е построена в 1834 година. Вътрешността на църквата е богато украсена и с много красив иконостас. Обявена е за паметник на културата.